# Junonia ocyale
Junonia ocyale är en fjärilsart som beskrevs av Jacob Hübner 1816-1824. Junonia ocyale ingår i släktet Junonia och familjen praktfjärilar. Inga underarter finns listade i Catalogue of Life.